# Things to Come (filme)
Things to Come (br: Daqui a Cem Anos, pt: A vida futura) é um filme inglês de ficção científica, produzido em 1936 por Alexander Korda, sob a direção de William Cameron Menzies. O roteiro foi escrito por H. G. Wells e Lajos Biro, em uma adaptação de duas obras de Wells: The Shape of Things to Come, de 1933, e um trabalho não-ficcional que escreveu em 1931, The Work, Wealth and Happiness of Mankind. O filme tem sido considerado, pela crítica, como a primeira superprodução no gênero ficção científica, com cenários grandiosos, efeitos especiais e figurino detalhado.

## Elenco
- Raymond Massey - John Cabal/ Oswald Cabal
- Edward Chapman -  Pippa Passworthy/ Raymond Passworthy
- Ralph Richardson -  Rudolf  (conhecido como "O Chefe" [The Chief])
- Margaretta Scott - Roxana Black/Rowena Cabal
- Cedric Hardwicke - Theotocopulos (substituído por Ernest Thesiger)
- Maurice Braddell – Dr. Edward Harding
- Sophie Stewart – Sra. Cabal
- Derrick De Marney - Richard Gordon
- Ann Todd - Mary Gordon
- Pearl Argyle - Catherine Cabal
- Kenneth Villiers - Maurice Passworthy
- Ivan Brandt - Morden Mitani
- Anne McLaren - Criança (2036)
- Patricia Hilliard - Janet Gordon
- Charles Carson - Great Grandfather (2036)
- Patrick Barr - World Transport official
- John Clements – Piloto inimigo
- Antony Holles - Simon Burton
- Allan Jeayes - Sr. Cabal (1940)
- Pickles Livingston - Horrie Passworthy
- Paul O'Brien - Extra
- George Sanders - Extra
- Abraham Sofaer - Wadsky
- Terry-Thomas - Extra, homem do futuro

## Características da filmagem
Wells escreveu o roteiro aos 69 anos e supervisionou pessoalmente muitos aspectos do filme. Originalmente com 130 minutos, a versão submetida ao British Board of Film Censors possuía 117m 13s. Na Inglaterra ele estreou com 108m 40s (após cortes ficou com 98m 06s), e nos Estados Unidos com 96m 24s.
O responsável pela parte musical era Arthur Bliss. Wells originalmente procurou construir o filme sobre uma música, mas isto foi considerado muito radical, e o filme seguiu um formato mais tradicional.
Os efeitos especiais ficaram ao encargo de Ned Mann, Edward Cohen e Harry Zech e a fotografia, de George Perinal. O artista plástico abstrato húngaro László Moholy-Nagy foi contratado para produzir alguns dos efeitos especiais para a construção da cidade fictícia de Everytown. Sua intenção era tratar as cenas como um show de luzes abstratas, mas apenas 90 segundos de seu trabalho foram aproveitados. Em 1975, um pesquisador encontrou quatro sequências descartadas na ocasião.

## Sinopse
Things to Come relata uma história futura da humanidade, e se ambienta na cidade inglesa fictícia de Everytown (baseada em Londres). Inicia-se na véspera de Natal de 1940, com o estouro da Segunda Guerra Mundial, que dura duas décadas e deixa a terra desolada. Em 1966, a terra está reduzida a um período obscuro semelhante à Idade Média, perdendo toda a tecnologia e sendo dominada por um chefe cruel, Rudolph, que o povo denomina apenas de "O Chefe".
Em 1970, repentinamente, um avião aterrissa na cidade de Everytown, e dele sai, ante o espanto da população, o piloto John Cabal, ex-engenheiro da aviação, líder dos Wings over the World (traduzido como "Asas pelo Mundo" ou "Homens do Ar"), um grupo de cientistas que se dedicou a preservar o conhecimento da humanidade através dos tempos obscuros, com base em Baçorá, no Iraque. Cabal é preso e seu avião é confiscado pelo Chefe, que pretende utilizá-lo com propósitos bélicos. A cidade, porém, acaba invadida pelos "Wings over the World", que dominam a população com a utilização de gás anestésico e conquistam a cidade.
Os cientistas reconstróem a cidade e, em 2036, Everytown se torna uma cidade subterrânea, sob a direção do neto de Cabal, Oswald. A primeira viagem espacial está sendo planejada, com a montagem de um "canhão espacial", capaz de lançar uma nave à lua. Surge então a figura de Theotocopulos, simpatizante do antigo regime, que pretende destruir a nave. Um casal (a bisneta de Cabal e o namorado) consegue chegar à nave antes de sua destruição, e a nave é disparada rumo ao espaço. O filme termina embalado pela esperança de que o os dois possam construir uma nova sociedade, mais equilibrada, entre as estrelas.